# Сент-Илер, Огюстен де
Огюсте́н Франсуа́ Сеза́р Пруванса́ль де Сент-Иле́р (фр. Augustin François César Prouvençal de Saint-Hilaire, 4 октября 1779, Орлеан, Франция — 3 сентября 1853, Ла-Тюрпиньер, близ Сенели) — французский путешественник и ботаник.

## Биография

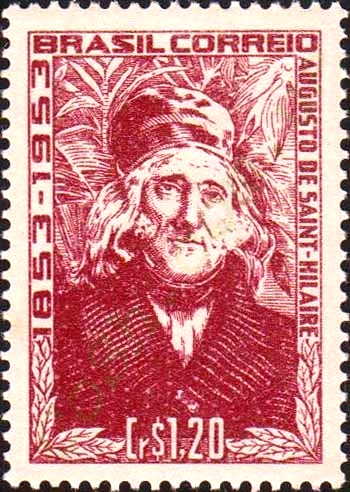
Сент-Илер на почтовой марке Бразилии, 1953

Детально описал большое число родов и видов растений, а также два семейства — Paronychiae и Tamariscinae.
С ранних лет начал писать ботанические записки. Между 1816 и 1822, а также в 1830 году совершил путешествия в Южную Америку, особо в южную и центральную Бразилию. Итогом его изучения этих богатых в ботаническом отношении районов явились несколько книг и множество статей в научных журналах.
В своём первом путешествии, в 1816—1822 годах, он исследовал полосу от северо-востока Бразилии до реки Ла-Плата, пройдя около 9000 км. Он собрал 24 000 образцов растений 6000 видов, 2000 птиц, 16 000 насекомых, 135 млекопитающих, множество рептилий, моллюсков и рыб. Большинство из этих видов было им описано впервые.
Последующие годы были посвящены им изучению, систематизации, описанию и изданию этого богатого материала. Значительным препятствием в этой его работе было слабое здоровье, подорванное в походах по тропикам.
В 1819 году он был избран членом Французской академии. Иностранный член-корреспондент Российской академии наук с 18 декабря 1835 года.
Сент-Илер был кавалером ордена Почётного легиона и португальского ордена Христа.

## Основные печатные труды
- Flora Brasiliae Meridionalis (3 тома, 1825—1832), совместно с Адриеном де Жюссьё и Жаком Камбесседом.
- Histoire des plantes les plus remarquables du Brésil et de Paraguay (1824)
- Plantes usuelles des Brésiliens (1827—1828), также совместно с Жюссьё и Камбесседе.
- Voyage dans le District des Diamants et sur le littoral du Brésil (3 тома, 1833)
- Leçons de botanique, comprenant principalement la morphologie végétale (1840)